# 移动之星车队
移动之星车队（Movistar Team，UCI隊碼：MOV）是一支西班牙职业公路自行车队，由西班牙電信旗下品牌移动之星冠名赞助，属于國際自行車聯盟（UCI）最高级别的世界车队。车队车手米格尔·安杜兰曾于1991年—1995年间连续5次赢得环法自行车赛总冠军。

## 沿革
车队成立于1980年，由美国雷诺兹铝业控股的西班牙纳瓦拉铝业公司赞助，名为雷诺兹车队（Reynolds）。1990年起，转由西班牙银行Banesto赞助，于1990年—2000年用名Banesto车队，1991年—2003年用名Banesto.com车队。
2004年—2005年巴利阿里群島政府成为主冠名赞助商。2007年，受到自行车界禁药问题以及西班牙电视台不再安排比赛转播的影响，巴利阿里群島政府撤出赞助。2006年—2010年法国储蓄银行担任主冠名赞助。
2011年后，车队由西班牙電信旗下的移动之星品牌冠名赞助，成为移动之星车队。

## 主要成绩
- 环法自行车赛总冠军：佩德罗·德尔加多（英语：Pedro Delgado）（1988），米格尔·安杜兰（1991—1995），奥斯卡·佩雷罗·西奥（2006）
- 环西自行车赛总冠军：佩德罗·德尔加多（英语：Pedro Delgado）（1989），阿夫拉姆·奥拉诺（1998），亚历杭德罗·巴尔韦德（2009），奈洛·金塔纳（2016）
- 环意自行车赛总冠军：米格尔·安杜兰（1992，1993），奈洛·金塔纳（2014），理察·卡拉帕斯（2019）